# Orlando Branca
Orlando Branca (Salerno, 30 luglio 1941) è un editore italiano del settore televisivo.
Di professione commercialista, è un pioniere dell'emittenza televisiva privata in Sicilia, in particolare a Catania, essendo stato infatti tra i co-fondatori di Teletna nel 1975, e di Telecolor nel 1976, della quale è stato azionista di minoranza.
Editore della neonata emittente Video 3 nel 1982, è stato comproprietario della società editrice Telecolor International TCI S.p.A. assieme a Mario Rendo, e nella stessa ha ricoperto anche il ruolo di amministratore delegato, nonché di responsabile per le relazioni esterne del network televisivo nazionale Italia 7, alla quale la stessa Telecolor era associata.
Nel 1998 Branca rileva l'emittente televisiva locale Telesiciliacolor, alla quale si aggiunge nel 1999, Telejonica, rilevata da un'asta fallimentare.
Nel 2001-2002 è stato presidente del Rotary Club di Catania Est. Da diversi anni è membro del consiglio direttivo di Confindustria catanese, della quale è presidente della sezione "Imprese radio-televisive". 